# 압구정성당
압구정성당(鴨鷗亭聖堂)은 대한민국 서울특별시 강남구 신사동 부근에 위치한 성당이다. 압구정동성당 혹은 압구정 천주교회라고도 한다.